# Cili
Cili (en chino, 慈利; pinyin, Cílì) es un  condado rural bajo la administración directa de la ciudad-prefectura de Zhangjiajie. Se ubica al norte de la provincia de Hunan, sur de la República Popular China. Su área es de 3492 km² y su población total para 2016 superó los 700 mil habitantes, repartidos en 17 grupos étnicos, incluidos Han, Tujia, Bai, Hui y Miao. Tujia representa el 61% de la población total.

## Administración
Desde diciembre de 2017 el condado de Cili se divide en 25 pueblos que se administran en 10 poblados y 15 villas, incluidas 7 étnicas.

## Historia
En la disnastia Qin, el emperador Shi Huang (221 a. C.) establece el condado Cigu (慈姑县).
Durante el periodo de los Tres Reinos y las dinastías meridionales y septentrionales se establecieron sucesivamente los condados de Tianmen, Beihengzhou, Chongzhou, Linyi y Chongyi.
En las dinastías Tang y Song se fusionaron bajo el Condado Cili (慈利县).
Al comienzo de la dinastía Ming, se estableció el Condado Dayong (大庸县) que se encontraba en el condado de Cili, construido en la organización militar Yongdingwei (永定卫).

## Geografía
El área urbana de Cili es de 30 km² ubicada en la zona de valle de las montañas Wiling (武陵山脉) a ~ 100 m s. n. m.,  una ramificación de la meseta Yunnan-Guizhou donde es bañada por el río Lishui (澧水), uno de los grandes tributarios del Yangtsé, lugar de confluencia con el río Lou, es por esa razón que el mapa urbano tiene forma de "Y".
La superficie total del condado de Cili es de 3841 km², de los cuales 3,4 mil km es zona de montaña con una altitud de 1409.8 metros en su punto más alto dentro del condado, y la parte más baja es de 75 m. El restante de área es usado para la agricultura.

## Clima
El condado de Cili tiene un clima húmedo monzónico subtropical medio. La temperatura media anual es de 16.8 °C y la luz solar anual es de 1450 horas. La precipitación media anual es de 1497 mm.